# Heterophyllium scabrifolium
Heterophyllium scabrifolium är en bladmossart som beskrevs av J. Taylor och Potier de la Varde 1954. Heterophyllium scabrifolium ingår i släktet Heterophyllium och familjen Sematophyllaceae. Inga underarter finns listade i Catalogue of Life.